# Caterham
Caterham (engelskt uttal: [ˈkeɪtərəm]) är en stad i grevskapet Surrey i sydöstra England. Staden ligger i distriktet Tandridge, cirka 25,5 kilometer söder om centrala London. Tätorten (built-up area) hade 22 747 invånare vid folkräkningen år 2021.
Caterham var en civil parish fram till 1974. Civil parishen hade 19 844 invånare år 1951.
Bilmärket Caterham Cars grundades i staden år 1973.